# Anolis oligaspis
Anolis oligaspis este o specie de șopârle din genul Anolis, familia Polychrotidae, descrisă de Cope 1894. Conform Catalogue of Life specia Anolis oligaspis nu are subspecii cunoscute.